# Tisó
L'espasa Tisó és l'antiga espasa dels primers comtes d'Urgell, amb una fulla de 0,785 m de llarg per 0,045 m d'ample.
Berenguer Ramon II va perdre l'espasa que havia heretat dels seus avantpassats i així mateix ho diu el Cantar del Mio Cid on es confon amb Colada, l'altra espasa del Cid capturada a la batalla de Tébar (prop de Morella). El Cid va regalar aquesta espasa i la Colada als seus futurs gendres, Diego de Carrión i Fernando de Carrión, però després de l'afrenta de Corpes, Díaz de Vivar els va exigir la devolució dels regals i abans de morir la cedí a la seva filla Maria Díaz de Vivar, esposa de Ramon Berenguer III, que la rebé en dot pel seu casament.
Ramon Berenguer III, fill de Ramon Berenguer II, la va tenir sempre i són abundants les referències a documents on se'n parla, incloent el Llibre dels Fets de Jaume el Conqueridor que diu usar-la en una de les batalles on participà durant la conquesta del Regne de València, al setge de Borriana de 1233, on la va dur des de l'armeria del castell de Montsó:
| «                                        | ...haviem nos auyta una espasa de Montsó que havia nom Tisó, que era molt bona e aventurosa a aquells qui la portaven, e volguem-la més levar que la llança... | » |
| — Jaume el Conqueridor, Llibre dels Fets | |   |

Pere el Cerimoniós torna a parlar-ne (i no de la Colada) juntament amb l'Espasa de Sant Martí i, al seu testament de 1370, ens diu que era a l'Armeria Reial:
| « | ... et quinque enses quorum unus vocatur Sancti Martini alius de Vilardello alius Tison... | » |

Així seguí durant els Trastàmares fins a Ferran el Catòlic que, molt generós, la regalà a un castellà (el marquès de Falces) la familia del qual la conservà durant generacions al seu palau (al Palau de Marcilla) fins que, a la Guerra civil espanyola, després del saqueig de la casa d'aquest noble castellà, va caure en mans del govern republicà, que va tractar de vendre-la a Rússia.
L'espasa va estar al Castell de Figueres empaquetada i llesta per ser tramesa a Rússia i allà va caure en mans dels franquistes, que la retornaren als nobles castellans, que, de retruc, la deixaren en dipòsit al Museo del Ejército de Madrid.
Martí de Riquer identifica la Colada, rebatejada Tisó, com l'espasa de Jaume el Conqueridor.